# CTXT
CTXT是西班牙一家独立在线出版物，成立于2015年1月，主要提供长期新闻分析和意见。其办公室位于西班牙马德里。该出版物全称为Revista Contexto。

## 描述
CTXT由欧洲十四家不同报纸的记者共同创办，之中包括《国家报》、《世界报》以及《共和国报》。该平台创建初衷为打造一个允许记者完全独立写作，而不服务于企业、政治或报社利益的平台。在网站上，CTXT宣称其目的是提供重要新闻，促进思考，并以严谨、真实、幽默、批判的笔触来呈现事实真相。它宣称在由社会化媒体及後真相政治所导致的快餐式、文笔差且东拼西凑情形泛滥的乱象之下，它仍是一部可供选择的读物。其网站上的标语是：「为姗姗来迟的最新新闻报导感到自豪」。
CTXT的内容主要涵盖西班牙、欧洲和世界其他地区的政治和经济，同时也会报导体育与文化内容。它还有一个多媒体栏目，其中包括视频采访、图片和政治漫画。2017年，CTXT发布了一个名为「Qué hacer」（意为「该怎样做」）的视频系列，主要围绕唐纳德·特朗普的总统任期展开。该系列节目采访了十三位美国知名知识分子，包括温迪·布朗、西尔维亚·费德里奇、南希·弗雷泽等人。
Ctxt网站还包括一个名为「English Corner（英语角）」的英文栏目，该栏目经常将英文访谈和文章翻译成西班牙语。
Ctxt的在线内容每周都免费提供给公众。订阅者则会每月收到一份印刷出版物，主题不断变化，名为《 Dobladillo》。其主题曾包括女权主义、800万工人罢工、西班牙同性恋法、同性戀驕傲、狂歡節、後真相政治等。在2018年初，CTXT和西班牙出版商Lengua de Trapo一同成立了一家新的独立出版社——Editorial Colección Contextos。还与西班牙左翼在线报纸《Público》以及总部位于美国的杂志《The Baffler》签署了一份协作编辑协议。

## 工作人员和捐助者
CTXT的名誉主席是哲学家和语言学家诺姆·乔姆斯基。负责人是Miguel Mora，他曾在《国家报》担任驻里斯本、罗马和巴黎的通讯员，长达22年。2010年，Mora被授予欧洲议会奖，以表彰其关于少数群体融合的报告获评为最佳报告。2014年，他被授予罗马文化研究所4月8日奖项（April 8 Prize）。
CTXT副主任为Vanesa Jiménez（《信息报》前主任，ElPais.com前副主任）和Mónica Andrade（CTXT出版商Contexto S.L.的CEO）。 
编辑委员会成员的职业与背景各不相同，其中包括记者Soledad Gallego-Díaz、Jesús Ceberio、Concita de Gregorio、Kostas Vaxevanis、Joaquín Estefanía、Giancarlo Santalmassi、演员Aitana Sánchez Gijón、社会科学家Ignacio Sánchez-Cuenca、电影制作人José Luis Cuerda、艺术评论家Hans Ulrich Obrist、艺术家Miguel Barceló、Alberto Reguera以及法国社会学家Éric Fassin等人。